# Juan Francisco Decoud
Juan Francisco Decoud Berzategui (13 de maio de 1813 - 12 de abril de 1897) foi um político e militar paraguaio. Teve um importante papel como comerciante na bacia do Prata durante o século XIX. Cabe destacar que também foi um alto oficial da Legião Paraguaia durante as primeiras fases da Guerra da Tríplice Aliança.

## Biografia

### Primeiros anos de vida
Decoud nasceu em 1813, filho de Juan Francisco Decoud de los Santos, um comerciante de ascendência italiana e portuguesa, e María Faustina Berazategui; ambos haviam sido membros da elite colonial e conservaram o poder econômico depois da independência em 1811.
Juan Francisco se educou no Paraguai, e desde 1831 em diante esteve à frente dos negócios de sua família, ante a morte de seu pai. As tensões com o regime isolacionista de José Gaspar Rodríguez de Francia sempre foram altas e, no final da década de 1830, ele e outros fazendeiros ricos sobreviveram escondendo-se em suas propriedades no interior. Embora tenha tido algumas tensões com o governo constitucional de Carlos Antonio López que lhe seguiu, estas tardaram em vir à superfície. Ele e alguns sócios comerciais tinham importantes interesses comerciais que conectavam o Paraguai com a Argentina, o que significava que tinha importantes relações com o governo, já que este controlava o comércio exterior dos bens mais importantes do país.
Na década de 1850 foi nomeado Cônsul Geral no Brasil, e em 1857 juiz de paz para o distrito de Encarnación (atual Departamento de Itapúa), fronteiriço com o Brasil e onde sua família havia mantido durante muito tempo interesses comerciais. Uma prova de sua estreita relação com o governo foi o fato de que seu filho Héctor Francisco (nascido em 1855) teve como padrinho Francisco Solano López, filho do presidente Carlos Antonio López.
Tudo isso terminou abruptamente depois do caso Canstatt de 1859, quando Santiago Canstatt, um súdito britânico nascido no Uruguai, foi preso em Assunção acusado de conspiração. Embora finalmente Canstatt tenha sido liberado sob pressão diplomática britânica, alguns de seus cúmplices paraguaios não o foram e, em particular, os irmãos de Juan Francisco, Gregorio e Teodoro, foram executados. Pouco depois (seja em 1859 ou 1860), Juan Francisco e sua família se mudaram para Buenos Aires, onde encontraram um lar acolhedor entre os numerosos exilados paraguaios ali.

### Guerra da Tríplice Aliança
No final da década de 1850 e início da de 1860, a comunidade paraguaia relativamente grande em Buenos Aires tinha seus próprios meios de comunicação e com frequência clamava pela guerra contra o regime de López, por diversas razões. Quando em 1864 eclodiu a guerra entre Paraguai e Brasil, esta comunidade logo começou a se organizar para lutar, formando a ainda controversa Legião Paraguaia. Juan Francisco, sendo um membro importante entre os exilados, foi nomeado seu vice-comandante. No entanto, desacordos entre ele e o comandante da unidade, Fernando Iturburu, logo levaram à sua renúncia da Legião, e posteriormente se uniu ao Exército Argentino, servindo como ajudante de campo do presidente Bartolomé Mitre.
É-lhe atribuído um papel importante ao convencer Antonio de la Cruz Estigarribia de que entregasse sua força (que incluía boa parte do Exército Paraguaio de pré-guerra) durante o Cerco de Uruguayana.

### Décadas pós-guerra
À medida que a política paraguaia do pós-guerra começou a se consolidar, ele e seus filhos José Segundo e Juan José, junto com Facundo Machaín e outros, formaram um poderoso bloco político, formalmente chamado Club del Pueblo. Embora esta associação não tenha durado muito, Juan Francisco foi em virtude de seu poder político nomeado Chefe da Polícia de Assunção e promovido ao posto de Coronel do Exército Paraguaio. Seu período como Chefe de Polícia terminou quando Facundo Machaín foi derrubado da presidência.
Também é de destacar que foi graças ao seu dinheiro que se criou La Regeneración, o primeiro jornal privado do Paraguai, em outubro de 1869.
Juan Francisco e seus filhos estiveram envolvidos em algumas das rebeliões ocorridas contra o governo de Salvador Jovellanos entre 1872 e 1873; em 1873 foi feito prisioneiro perto de Paraguarí por forças governamentais. Depois disso, deixou mais ou menos de participar ativamente na política nacional e voltou a centrar sua atenção em suas empresas comerciais. Morreu de influenza em abril de 1897.